# Мамедов, Эльхан (фехтовальщик)
Мамедов Эльхан (азерб. Elxan Məmmədov; род. 1 августа 1969); — азербайджанский фехтовальщик, специализирующийся на сабле.

## Карьера
Эльхан Мамедов представлял Азербайджан на Летних Олимпийских играх 1996 года в Атланте. В 1/16 финала он встретился с украинцем Владимиром Калюжным и уступил со счётом 5:15, завершив соревнования на 40-м месте.